# Tetrix sadoensis
Tetrix sadoensis är en insektsart som beskrevs av Storozhenko, Ichikawa och M. Uchida 1994. Tetrix sadoensis ingår i släktet Tetrix och familjen torngräshoppor. Inga underarter finns listade i Catalogue of Life.